# Liste abgegangener Bauwerke in Lübeck-Kücknitz
Die Liste abgegangener Bauwerke in Lübeck-Kücknitz enthält Bauten des Lübecker Stadtteils Lübeck-Kücknitz, die nicht mehr existieren.
Die Bauwerke sind nach Straßennamen und Hausnummern geordnet, wobei – außer in Ausnahmefällen – die heutige Straßeneinteilung und das heute verwendete Hausnummernschema zugrunde gelegt werden.

## Alter Kühlturm
| Adresse und/oder Standort        | Bezeichnung                       | Erbaut | Zerstört | Besonderheiten und Anmerkungen                                                         | Abbildung |
| -------------------------------- | --------------------------------- | ------ | -------- | -------------------------------------------------------------------------------------- | --------- |
| Alter Kühlturm (ohne Hausnummer) | Kühlturm des Hochofenwerks Lübeck | 1978   | 2009     | Der Kühlturm war der letzte verbliebene Rest der Produktionsanlagen des Hochofenwerks. |           |

## Bochstraße
| Adresse und/oder Standort | Bezeichnung          | Erbaut | Zerstört | Besonderheiten und Anmerkungen | Abbildung |
| ------------------------- | -------------------- | ------ | -------- | --- | --------- |
| Bochstraße 1              | Villeroy-&-Boch-Werk | 1906   | 2012     | Die bereits stillgelegten Anlagen des Villeroy-&-Boch-Zweigwerks wurden 2012 abgebrochen, um Platz für ein neues Ikea-Haus zu schaffen. |           |

## Herrenwyker Straße
| Adresse und/oder Standort | Bezeichnung             | Erbaut | Zerstört | Besonderheiten und Anmerkungen | Abbildung |
| ------------------------- | ----------------------- | ------ | -------- | --- | --------- |
| Herrenwyker Straße 5      | Überlandzentrale Lübeck | 1910   | 1990     | Das zu Jahresbeginn 1911 in Betrieb genommene Kraftwerk in Herrenwyk, direkt neben dem Hochofenwerk, wurde ursprünglich von der Nordwestdeutschen Kraftwerke AG betrieben, später von PreussenElektra. An seiner Stelle befindet sich seit 1994 die Stromrichterstation der HGÜ Baltic Cable. |           |

## Hochofenstraße
| Adresse und/oder Standort | Bezeichnung                                            | Erbaut | Zerstört | Besonderheiten und Anmerkungen | Abbildung |
| ------------------------- | ------------------------------------------------------ | ------ | -------- | ------------------------------ | --------- |
| Hochofenstraße 21         | Hochofenwerk Lübeck (ab 1954 Metallhüttenwerke Lübeck) | 1906   | 1992     |                                |           |

## Seelandstraße
| Adresse und/oder Standort                        | Bezeichnung          | Erbaut | Zerstört                                                      | Besonderheiten und Anmerkungen | Abbildung |
| ------------------------------------------------ | -------------------- | ------ | ------------------------------------------------------------- | --- | --------- |
| Nahe der heutigen Seelandstraße; ohne Hausnummer | Kücknitzer Windmühle | 1822   | Unbekannt; 1893 bereits nicht mehr auf Landkarten verzeichnet | Die Kücknitzer Windmühle gehörte zur seit mindestens 1339 bestehenden, etwa 100 Meter entfernten Kücknitzer Wassermühle; es ist unklar, wann der Mahlbetrieb eingestellt und die Mühle abgebrochen wurde. Aus der 1850 entstandenen einzigen bekannten bildlichen Darstellung geht hervor, dass es sich um eine Holländerwindmühle handelte, aber Details sind nicht erkennbar. |           |

## Travemünder Landstraße
| Adresse und/oder Standort  | Bezeichnung       | Erbaut | Zerstört     | Besonderheiten und Anmerkungen | Abbildung |
| -------------------------- | ----------------- | ------ | ------------ | --- | --------- |
| Travemünder Landstraße 241 | Ultra-Lichtspiele |        | Februar 2021 | Der Veranstaltungssaal des Dieckelmannschen Gasthofes wurde 1949 zum Kino umgebaut und beherbergte bis 1963 die Ultra-Lichtspiele. Danach hatte hier bis 1976 die Filiale einer Lebensmittelkette ihren Sitz, anschließend bis 1991 die Disco Memory. In der Folgezeit war das Gebäude ungenutzt, wurde im Mai 2012 durch einen Brand zerstört und schließlich im Februar 2021 abgebrochen. Der Altbau (rechts im Bild) ist stehen geblieben. |           |